# Henri Babinski
Henri Joseph Séverin Babinski, född 2 november 1855 i Paris, död där 20 augusti 1931, var en fransk kokbokförfattare, känd under pseudonymen Ali-Bab.
Babinski var son till en polsk immigrant och arbetade som gruvingenjör. Hans böcker om kokkonsten, där han framställer det franska köket som världens främsta, har betecknats som klassiska, Babinski var även själv en utmärkt kock.
Han var bror till Joseph Babinski.

## Fotnoter
1. ↑  Léonoredatabasen, Frankrikes kulturministerium, Léonore-ID: 19800035/241/32005, läst: 9 oktober 2017.[källa från Wikidata]
2. ↑  Babelio, Babelio författar-ID: 174291.[källa från Wikidata]
3. 1 2  Annales des Mines, Annales des mines person ID: babinsky, läst: 14 november 2022.[källa från Wikidata]
4. ↑  Léonoredatabasen, Frankrikes kulturministerium.[källa från Wikidata]